# 구두창 비용
구두창 비용(Shoe leather cost)은 사람들이 높은 인플레이션이 있을 때 현금 보유에 대해 내는 인플레이션세를 줄이기 위해 현금을 덜 보유함으로써 소모하는 시간과 노력(또는 시간과 노력의 기회비용)을 비유적으로 이르는 말이다. 이러한 비용에는 은행에 추가로 가야 하거나, 거스름돈을 준비하지 못하거나, 예상치 못한 구매를 하지 못하는 것 등이 포함된다. 이 용어는 은행에 가서 현금을 인출하고 사용하기 위해 더 많이 걸어야 한다는 사실에서 유래했으며 (역사적으로는 그러했으나 인터넷의 발달로 줄어들었다), 따라서 신발이 더 빨리 닳는다는 의미이다. 돈 보유량을 줄이는 상당한 비용은 인플레이션이 적거나 없었을 경우에 필요했던 것보다 더 적은 돈을 수중에 유지하기 위해 희생해야 하는 추가적인 시간과 편의이다.

## 이론
구두창 비용 증가는 인플레이션의 영향 중 하나이다. 높은 인플레이션 시기에는 현금의 가치가 경제의 물가 상승에 비해 빠르게 하락하므로 사람들은 많은 양의 현금을 보유하는 것을 꺼린다. 사람들은 대부분의 돈을 비거래 은행 계좌에 보관하고 아주 적은 양의 현금만 소지하는 경향이 있다. 이로 인해 상품 및 서비스 비용을 지불하기 위해 현금을 인출하기 위해 정기적으로 은행을 방문하게 된다. 이러한 정기적인 방문은 구두창을 닳게 하므로 '구두창 비용'을 발생시킨다.
'구두창 비용'이라는 용어는 이제 높은 인플레이션 시기에 소량의 현금을 보유해야 하는 것과 관련된 모든 비용을 일반적으로 설명하는 데 사용된다.

## 같이 보기
- 메뉴 비용